# Jodie Sands
Jodie Sands (nacida como Eleanor DiSipio c. 1927) es una cantante popular estadounidense, quién nació en Filadelfia, Pensilvania, Estados Unidos.
Solo llegó a hacer un éxito musical, "With All My Heart", una versión en inglés de la canción "Gondolier", que alcanzó el puesto 15 en la lista Billboard Hot 100 en 1957.
Su otra canción "Someday (You'll Want Me to Want You) apenas pudo llegar a la lista Billboard Top 100 al año siguiente, alcanzando el puesto 95, pero en Reino Unido lo hizo mejor, alcanzando el puesto 14 en la UK Singles Chart.
Hizo una aparición en la película de 1957 Jamboree.

## Canciones notables
- "With All My Heart" (1957)
- "Someday (You'll Want Me to Want You)" (1958)
- "Love Me Forever" (1958)

## Filmografía
- American Bandstand (1957)
- Jamboree (1957)